# Yazoo (музичка група)
Јазу (енгл. Yazoo) био је британски синтпоп-дует, кога су чинили Винс Кларк и певачица Алисон Моје.

## Историја
Иако је група врло кратко постојала од 1981. до 1983. (само осамнаест месеци), објавили су два студијска албума и извршили значајан утицај на многе, углавном сличне извођаче који су се касније појавили.
Јазу је имао успеха широм света, посебно у Британији где су три од њихова четири сингла ушли у ТОП 3 на музичким листама. У Северној Америци су најпознатији по песми „Situation”. Упркос њиховом успеху, дуо се раздвојио у мају 1983. због лоших односа и разилажења ставова око даље будућности групе. Винс Кларк је формирао групу „Erasure”, још један успешни синтпоп дуо, док је Алисон Моје започела врло успешну солистичку каријеру.
Године 2008, 25 година након распада, Кларк и Моје су се помирили и урадили успешну турнеју у Великој Британији, Европи и Северној Америци. Још једном су наступили заједно у мају 2011. године на музичком фестивалу који је организовала њихова издавачка кућа. Неке од најпознатијих песама су: „Don't Go”, „Only You”, „Situation”, „Nobody's Diary”, „Ode to Boy” и друге. Песма „Don't Go” се појавила у  филму Танго и Кеш, главне улоге Силвестер Сталоне и Курт Расел.
- Винс Кларк
- Алисон Моје

## Дискографија

### Албуми
1. „Don't Go” (Винс Кларк) – 3:08
2. „Too Pieces” (Кларк) – 3:14
3. „Bad Connection” (Кларк) – 3:20
4. „I Before E Except After C” (Кларк) – 4:36
5. „Midnight” (Алисон Моје) – 4:22
6. „In My Room” (Кларк) – 3:52
7. „Only You” (Кларк) – 3:14
8. „Goodbye 70's” (Моје) – 2:35
9. „Tuesday” (Кларк) – 3:22
10. „Winter Kills” (Моје) – 4:06
11. „Bring Your Love Down (Didn't I)” (Моје) – 4:40

1. „Nobody's Diary” (Алисон Моје) – 4:30
2. „Softly Over” (Винс Кларк) – 4:01
3. „Sweet Thing” (Моје) – 3:41
4. „Mr. Blue” (Кларк) – 3:24
5. „Good Times” (Моје) – 4:18
6. „Walk Away from Love” (Кларк) – 3:18
7. „Ode to Boy” (Моје) – 3:35
8. „Unmarked” (Кларк) – 3:34
9. „Anyone” (Моје) – 3:24
10. „Happy People” (Кларк) – 2:56
11. „And On” (Моје) – 3:12

### Синглови
- 1982: „Only You”
- 1982: „Don't Go”
- 1982: „Situation”
- 1982: „The Other Side of Love”